# Liste der Monuments historiques in Gausson
Die Liste der Monuments historiques in Gausson führt die Monuments historiques in der französischen Gemeinde Gausson auf.

## Liste der Bauwerke
| Bezeichnung                                 | Beschreibung              | Standort | Kennzeichnung | Schutzstatus | Datum | Bild           |
| ------------------------------------------- | ------------------------- | -------- | ------------- | ------------ | ----- | -------------- |
| Kapelle St-Nicolas mit Wurzel-Jesse-Fenster | Erbaut im 16. Jahrhundert | (Lage)   | PA00089158    | Inscrit      | 1926  | weitere Bilder |

## Liste der Objekte

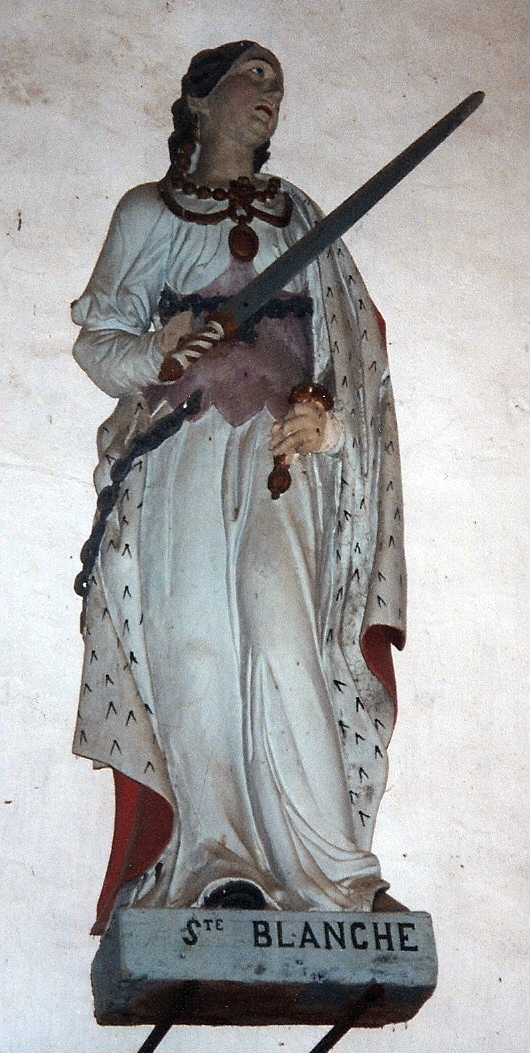
Skulptur der heiligen Blanche (17. Jahrhundert) in der Kapelle St-Nicolas

- Monuments historiques (Objekte) in Gausson in der Base Palissy des französischen Kultusministeriums